# Национално училище за фолклорни изкуства „Широка лъка“
Националното училище за фолклорни изкуства „Широка лъка“ в село Широка лъка е профилирано училище.
Курсът на обучение в него е от VIII до XII клас по общообразователни, музикалнотеоретични и специални предмети в три профила – вокален (със специалност народно пеене), инструментален (гайда, гъдулка, тамбура, кавал) и танцов (български танци).
Към Националното училище за фолклорни изкуства е сформирани представителен хор и оркестър, групи за автентичен фолкор, гайдарски и тамбурашки състави, танцов състав. Разполага с концерта зала с капацитет 200 места.
Училището е открито на 1 септември 1971 година, когато става второто от двете национални средни училища за българска народна музика след Средното музикално училище в Котел. Първи учители в него са известни изпълнители, като Парашкевица Ковачева, Лиляна Раденкова, Константин Шопов, Дафо Трендафилов, Михаил Калфов.
От това училище започват творческия си път талантливи певци и инструменталисти, възпитани в духа на българския фолклор, които се изявяват в пределите на нашата страна и далеч зад нейните граници. Между тях са Нели Андреева, Златина Узунова, Донка Колева, Янка Атмаджова, Стоименка Учикова, Стойка Германова, Румяна Филкова, Цонка Димитрова, Пенка Христозова, Илияна Найденова, Множество изтъкнати изпълнители, композитори и диригенти като проф. д-р Костадин Бураджиев, Георги Андреев, д-р Петьо Кръстев, Стоян Пауров, Недялко Недялков, Васил Василев, Венелин Мутафчиев, Георги Желязков, Борислав Згуровски,  Васил Бебелеков, Костадин Атанасов, Николай Кръчмаров, Петър Янев, Веселин Кузмов, Тодор Тодоров, Росен Генков, Николай Колев, Бисер Соколов, Виолета Петкова. Валери Димчев, Илия Ганев, Ангел Димитров, Петър Миланов и други.